# Шамбарон-сюр-Морж
Шамбарон-сюр-Морж (фр. Chambaron-sur-Morge) — муніципалітет у Франції, у регіоні Овернь-Рона-Альпи, департамент Пюї-де-Дом. Шамбарон-сюр-Морж утворено 1 січня 2016 року шляхом злиття муніципалітетів Селлюль i Ла-Мутад. Адміністративним центром муніципалітету є Ла-Мутад. Населення — 1792 особи (01.01.2021).